# Eugène Ysaÿe

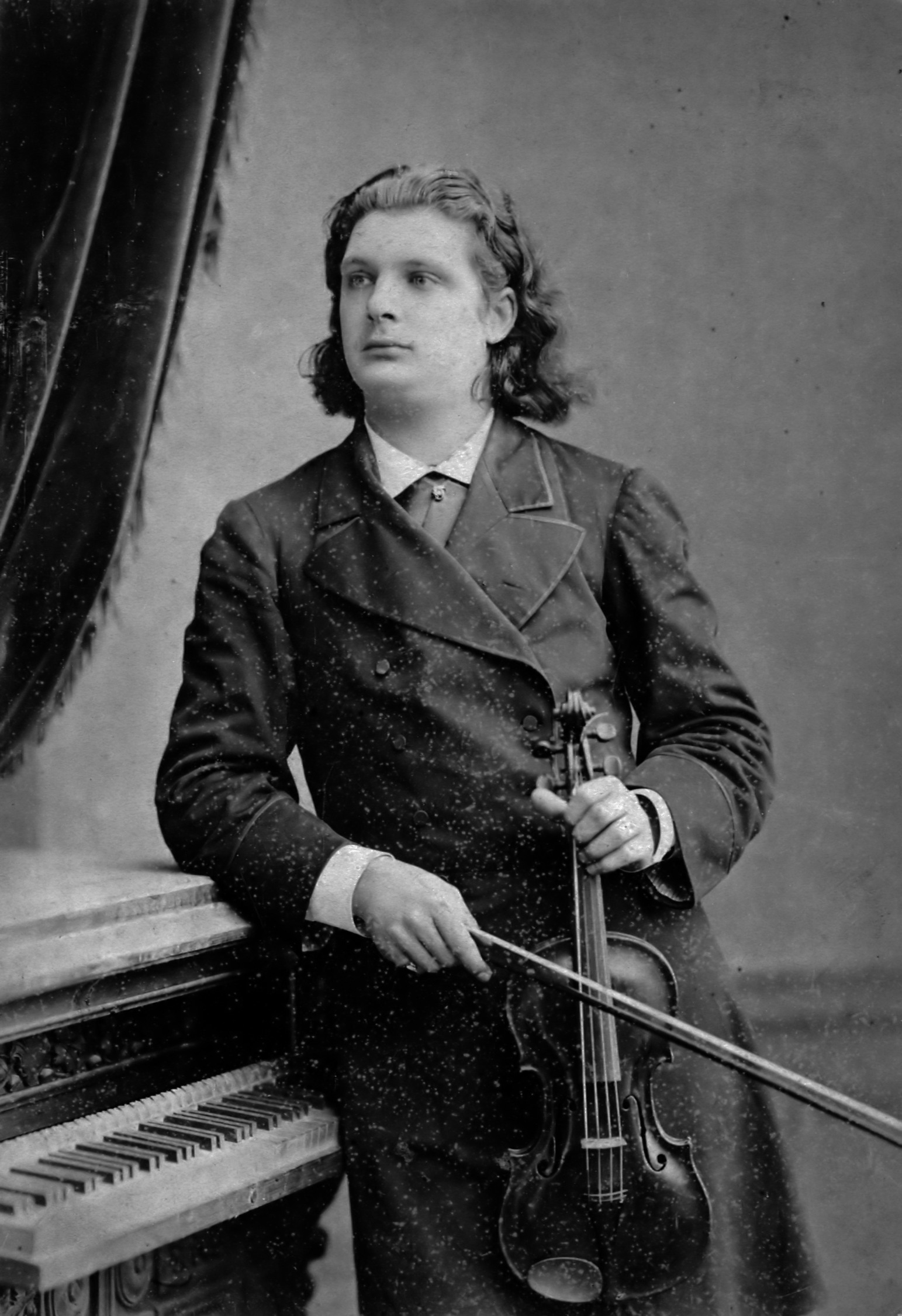
Eugène Ysaÿe in Rusland in 1883

Eugène-Auguste Ysaÿe (Luik, 16 juli 1858 – Brussel, 12 mei 1931) was een Belgische (Franstalige) violist, componist en dirigent. Hij wordt beschouwd als een van de grootste violisten van zijn tijd in zowel vioolconcerten als kamermuziek. Als spil van de Franco-Belgische vioolschool oefende hij grote invloed uit op een hele generatie van vioolsolisten. Hij bouwde daarnaast een carrière op als dirigent in Europa en de Verenigde Staten. Hij verrijkte het vioolrepertoire door eigen composities, waaronder een beroemd geworden reeks van zes sonates voor soloviool, maar ook doordat vele componisten muziek voor hem schreven, onder wie César Franck, Guillaume Lekeu, Gabriel Fauré, Camille Saint-Saëns, Ernest Chausson en Claude Debussy.

## Muzikale carrière

### Vroege jaren
Ysaÿe kreeg als vijfjarige zijn eerste vioollessen van zijn vader Nicolas-Joseph Ysaÿe (1826-1905), die dirigent was van het orkest van het Pavillon de Flore in Luik. Later verklaarde hij dat de lessen van zijn vader al de kern bevatten van alles wat hij kon en wist. Op zevenjarige leeftijd gaf hij zijn eerste concert voor publiek en werd hij toegelaten tot het Conservatoire royal de Liège, waar hij in 1867 de tweede prijs won bij een concours. Omdat zijn vader kritiek had op de didactiek van zijn leraar Desiré Heynberg, maar ook omdat hij bekend stond als lui en brutaal, werd hij van het conservatorium afgestuurd in 1868, het jaar waarin zijn moeder stierf. Daarna speelde hij enige jaren in twee orkesten, waaronder dat van zijn vader. De beroemde violist Henri Vieuxtemps, die hem in het voorbijgaan toevallig viool hoorde studeren, was zo onder de indruk dat hij hem onder zijn hoede nam. Hij wist hem in 1870 terug te krijgen op het conservatorium, waar hij voortaan les kreeg van Rodolphe Massart.
In 1873 kreeg hij de eerste prijs van het conservatorium, een jaar later gevolgd door de zilveren medaille. Hij verwierf via Vieuxtemps een stipendium om in Brussel twaalf lessen te volgen bij Henryk Wieniawski, die hij vereerde. Dit had een beslissende invloed op zijn carrière. Na een jaar als tweede violist in het orkest van de Kursaal van het Casino van Oostende vertrok hij in 1875 naar Parijs om verder te studeren bij Vieuxtemps. Die stelde hem voor aan vele vooraanstaande musici, onder wie Franz Liszt en Anton Rubinstein. Zij waren zeer onder de indruk van zijn spel en noemden hem "der famöse Kerl". In 1879 introduceerde Joseph Joachim hem in het muzikale leven van Keulen, waar hij optrad met Clara Schumann in Beethovens 7e vioolsonate. In 1879-1882 was hij concertmeester bij het symfonieorkest van Benjamin Bilse in Berlijn, de directe voorloper van de Berliner Philharmoniker.

### Doorbraak

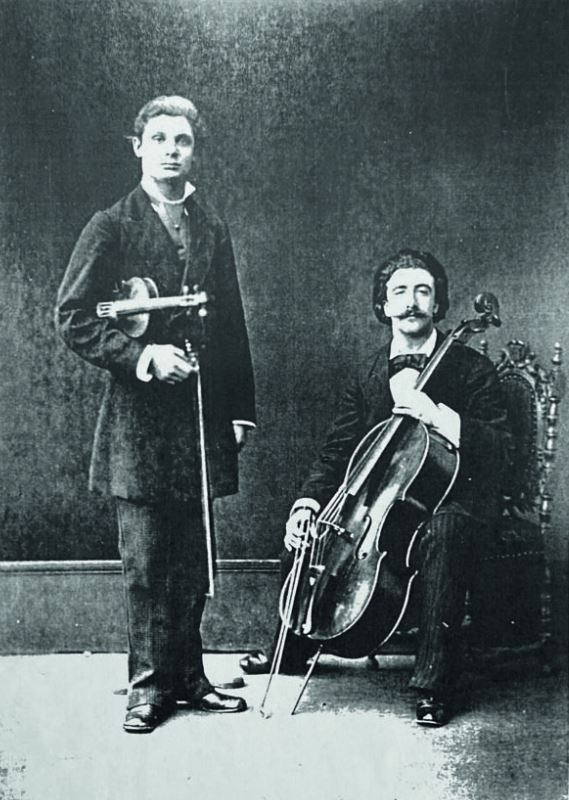
De jonge Ysaÿe met de Nederlandse cellist Joseph Hollman

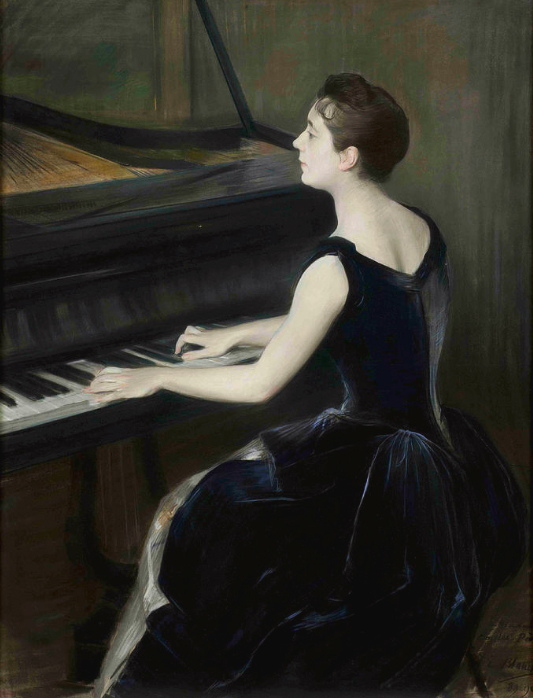
Marie-Léontine Bordes-Pène gaf met Ysaÿe de eerste uitvoeringen van Francks vioolsonate (schilderij Jacques-Émile Blanche)

Na Vieuxtemps' overlijden in 1881 werd Anton Rubinstein een nieuwe vriend en mentor. De start van Ysaÿe's internationale carrière had veel aan hem te danken. Rubinstein wist hem in 1882 te verlossen van het contract in Berlijn, nam hem mee naar Noorwegen en bracht hem in contact met Edvard Grieg en Johan Svendsen. Hij trad op bij een benefietconcert ter nagedachtenis van de beroemde violist Ole Bull, die in 1880 was overleden. Hij speelde samen met diens zoon Alexander Bull en met de pianiste Karen Ølstad. Hij componeerde er een Légende norvégienne, die pas in 2014 werd teruggevonden en uitgevoerd. In 1883 ondernamen Rubinstein en Ysaÿe een concerttournee door Rusland en het Balticum, waarbij opnieuw Rubinsteins invloed vele deuren voor hem opende. Terug in Parijs maakte hij in 1885 zijn solistendebuut bij de Concerts Colonne in het Théâtre du Châtelet. Hij speelde de Symphonie Espagnole van Lalo en Introduction et Rondo Capriccioso van Saint-Saëns, met als toegift een praeludium van Bach. Het succes was groot en daarmee was zijn roem definitief gevestigd.
Hij raakte bevriend met de ook uit Luik afkomstige César Franck, die zijn vioolsonate in A-majeur aan hem opdroeg. Charles Bordes presenteerde die als Francks geschenk op de ochtend van Ysaÿe's bruiloft op 26 september in 1886 in Arlon. De sonate was niet speciaal voor Ysaÿe gecomponeerd, maar werd door Franck aan hem opgedragen op verzoek van Bordes' schoonzuster, de pianiste Marie-Léontine Bordes-Pène. Na een gehaaste repetitie voerde de violist het stuk uit tijdens zijn eigen huwelijksfeest. De officiële première vond plaats op 16 december van dat jaar tijdens een "séance Franck" in Brussel, weer met Marie-Léontine Bordes-Pène. De hele Cercle Artistique et Littéraire was aanwezig in het Musée Moderne de Peinture waar het concert plaatsvond. Kunstlicht was niet toegestaan bij de schilderijen, zodat de sonate in het donker en uit het hoofd gespeeld moest worden. Toen de violist Armand Parent opmerkte dat Ysaÿe de aanwijzingen van de componist niet had gevolgd, antwoordde Franck: "Misschien is dat zo, maar vanaf nu kan het niet meer op een andere manier gespeeld worden. Ysaÿe is degene die het bij het rechte eind heeft".
Dit sindsdien veel gespeelde meesterwerk behoorde tot de vele kamermuziek die Ysaÿe uitvoerde. Weinig grote violisten hebben zoveel voor de kamermuziek gedaan als hij, in strijkkwartetten zowel als duo's met piano. Hij combineerde de gevestigde meesterwerken met nieuw werk, dat vaak speciaal voor hem gecomponeerd was. Hij vormde een pianotrio met Ferruccio Busoni (piano) en Hugo Becker (cello). Van 1886 tot 1894 was hij primarius van het Quatuor Ysaÿe met tweede violist Mathieu Crickboom, altviolist Léon Van Hout en cellist Joseph Jacob. Op 27 april 1890 speelden ze met groot succes César Francks strijkkwartet in D-majeur in Doornik. Het was het laatste concert waarbij de componist, die later dat jaar stierf, nog aanwezig was.
Voor het Quatuor Ysaÿe componeerde Claude Debussy zijn strijkkwartet in g-mineur, dat ze in 1893 in première brachten. Ook dat is tot de meest gespeelde kamermuziekwerken gaan behoren. Hoewel Franck en Debussy de boegbeelden waren van uiteenlopende muzikale richtingen waarvan de aanhangers elkaar in felle discussies bestreden, waren beiden bevriend met Eugène Ysaÿe. Zijn eigen voorkeur ging uit naar de muziek van de "bande à Franck", maar hij nam in deze geschillen geen positie in en steunde ook de Franse componist Théodore Dubois, wiens muziek door beide kampen als ouderwets en oninteressant werd afgedaan. Toen Dubois een vioolsonate opdroeg aan Ysaÿe, trachtte de invloedrijke Vincent d'Indy hem ertoe te bewegen dit gebaar van de "macabere componist" Dubois niet aan te nemen. Ysaÿe trok zich daar niets van aan, voerde de sonate wel degelijk uit en dirigeerde later ook twee van Dubois' symfonieën in Brussel.

### Wereldroem

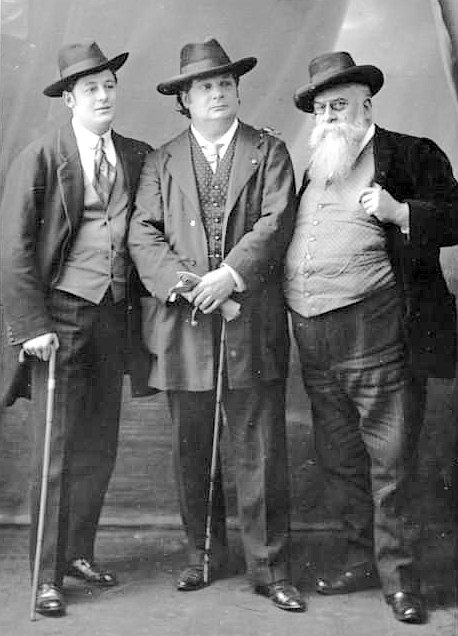
V.l.n.r. zoon Gabriel, Eugène Ysaÿe en Raoul Pugno

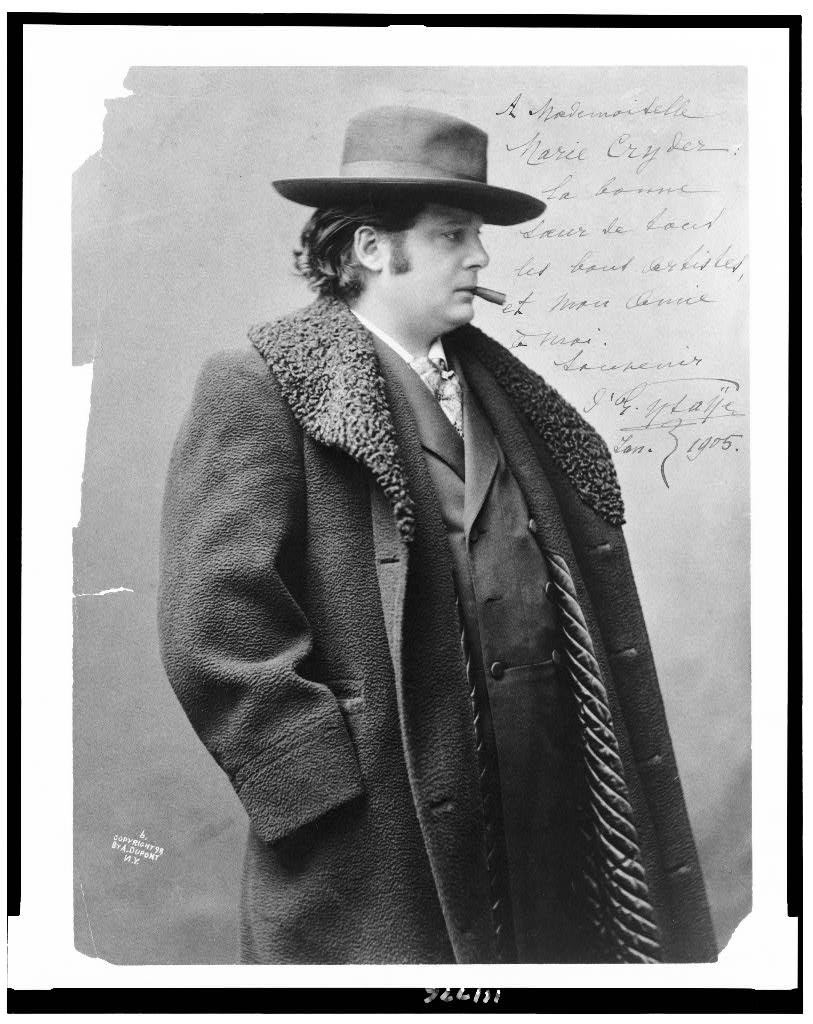
Ysaÿe de roker, 1898

François-Auguste Gevaert benoemde Ysaÿe in 1886 tot viooldocent aan het Conservatoire royal de Bruxelles. In deze periode vond hij een geestverwant in Octave Maus, begunstiger van zowel de beeldende kunst als de muziek in België. Met zijn broer Théo sloot hij zich in 1894 aan bij Maus' Brusselse kunstenaarsgroep La Libre Esthétique.
Van de jaren negentig tot aan de Eerste Wereldoorlog was hij op het hoogtepunt van zijn roem. Hij gold als een van de grootste violisten van zijn tijd, zo niet de grootste. Hij maakte vele concertreizen door heel Europa en de VS. Zijn Amerikaanse debuut was op 16 november 1894 in Carnegie Hall in New York. Hij speelde het Derde vioolconcert van Saint-Saëns en de Schotse Fantasie van Bruch met de New York Philharmonic onder Anton Seidl. Tussen 1894 en 1919 heeft hij in totaal 56 keer in Carnegie Hall opgetreden. Hij was in de VS zeer populair en werd beschreven als "the king of the violin" en "the Belgian giant".
Dirigeren deed hij ook. In 1894 begon hij in Brussel een concertserie met zijn eigen orkest, de Société des Concerts Ysaÿe, waarmee hij de nieuwste muziek presenteerde. Dat was ook het jaar waarin zijn bijna twintig jaar durende samenwerking met de pianist Raoul Pugno begon. Ze vormden een vast duo dat in zeventien seizoenen zowel het gevestigde repertoire speelde als vele nieuwe composities in première bracht, onder de titel La Sonate ancienne et moderne. Dankzij de vele werken die ze lieten schrijven omdat ze elk seizoen iets nieuws wilden laten horen, werd het repertoire voor viool en piano aanzienlijk uitgebreid en verrijkt. De vioolsonate van Richard Strauss, een vroeg werk uit 1888 dat de inmiddels beroemde componist in 1904 aan hen voorlegde, wezen Ysaÿe en Pugno in eerste instantie af. Na bemiddeling door Romain Rolland speelden ze de sonate toch.
Ysaÿe kreeg in 1898 de functie van muziekdirecteur van de New York Philharmonic aangeboden na de onverwachte dood van Anton Seidl, maar hij weigerde vanwege zijn drukke concertagenda. Om dezelfde reden had hij een jaar eerder zijn lessen aan het conservatorium overgedragen aan César Thomson. Hij bleef wel privélessen geven, in Brussel of 's zomers in zijn villa La Chanterelle in Het Zoute. Een baan die hij wel ambieerde was die van directeur van het Brusselse conservatorium na de dood van Edgar Tinel in 1912. Hij moest Léon Du Bois voor laten gaan, maar de erefunctie van 'Maître de Chapelle de la Cour' (kapelmeester aan het Belgisch hof), die traditioneel aan de conservatoriumdirecteur toeviel, ging deze keer als troostprijs naar Ysaÿe.
Raoul Pugno overleed begin 1914 tijdens een Russische concertreis met Nadia Boulanger. Hierdoor verloor Ysaÿe zijn vaste pianopartner, maar ook een goede vriend en een even flamboyante drink- en tafelgenoot. De jaren van de Eerste Wereldoorlog bracht hij door in Londen, waar hij samenspeelde met de pianist Arthur Rubinstein. Eind 1917 vertrok hij voor een tournee naar de Verenigde Staten. Van 1918 tot 1922 had hij de positie van muziekdirecteur bij het Cincinnati Symphony Orchestra. Hij maakte daarmee diverse opnamen voor Columbia, met als meest substantiële werk Shéhérazade van Rimski-Korsakov, waarin hij ook de vioolsolo voor zijn rekening nam. Hij gaf in Cincinnati ook les aan het conservatorium.

### Laatste jaren

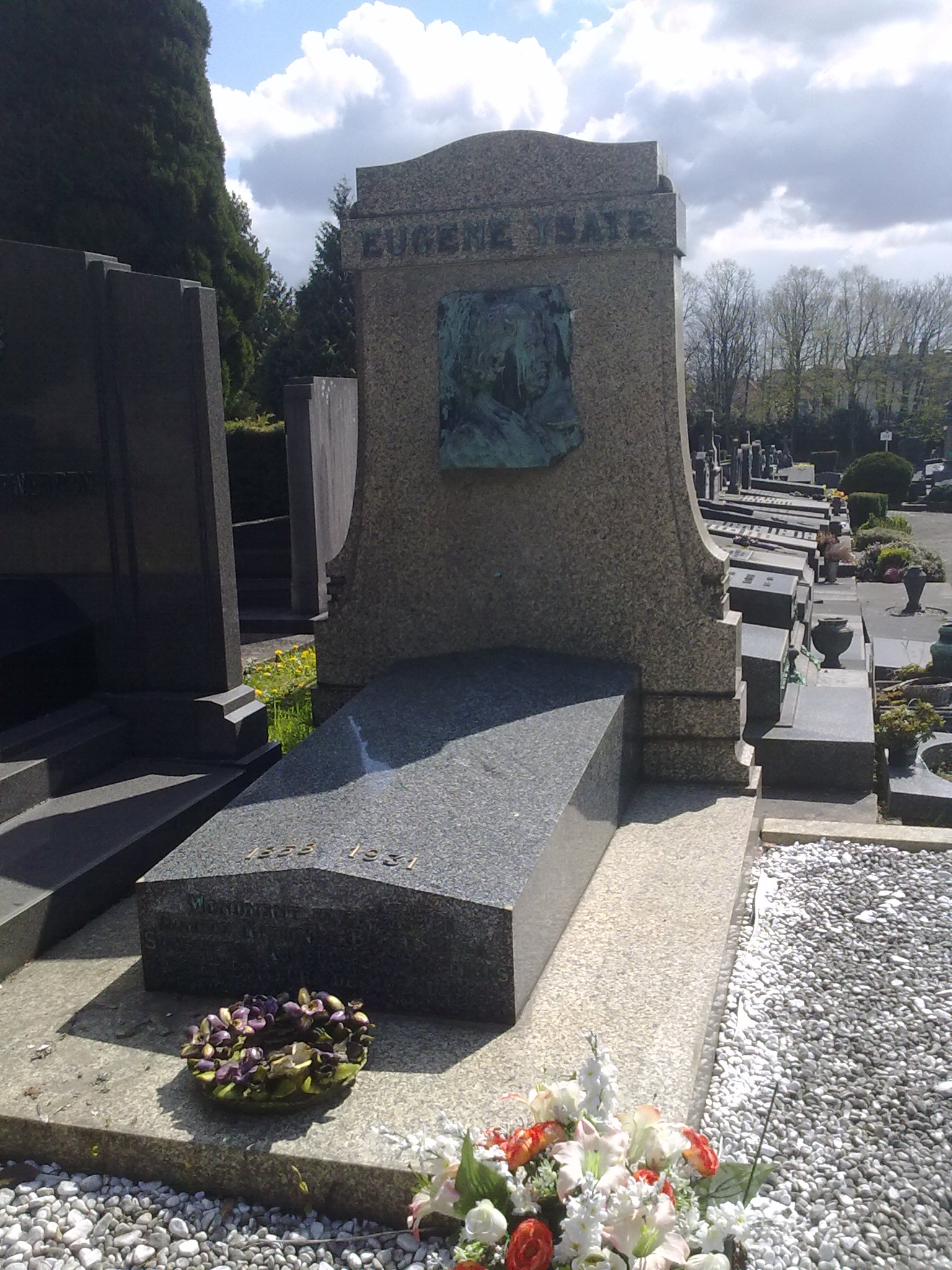
Grafmonument in Elsene

Na terugkomst in 1922 kostte het hem moeite zijn oude positie in Brussel weer in te nemen. Hij vond een nieuwe pianopartner in Yves Nat. Samen met de cellist Maurice Dambois formeerden ze ook een pianotrio. Ysaÿe hervatte zijn orkestconcerten, maar met de moderne muziek van Ravel, Schönberg, Stravinsky en de Groupe des Six had hij geen affiniteit, waardoor zijn concertprogramma's steeds minder belangstelling trokken. Ze hadden hun voortbestaan vooral te danken aan gastoptredens van grote solisten. Zijn zoons Théodore en Antoine waren een eigen concertorganisatie begonnen die hij zag als ondermijning van zijn "Concerts Ysaÿe", zodat hij hun naam "Séances Ysaÿe" tot voor de rechter bestreed. Bovendien ging zijn gezondheid achteruit door diabetes en werd het vioolspelen gehinderd door peesontstekingen in de handen. Tijdens deze moeilijke periode overleed zijn vrouw.
In het Beethovenjaar 1927 speelde hij in Brussel nog één keer het vioolconcert van Beethoven, met Pablo Casals als dirigent. Na 1928 speelde Ysaÿe geen viool meer. Hij dirigeerde nog enkele malen, maar zijn gezondheid ging snel achteruit. Zijn tweede vrouw verzorgde hem in zijn laatste jaren. Wel bleef hij tot het einde toe componeren.
Kort voor zijn 73e verjaardag overleed hij. Bij de uitvaartdienst op 17 mei 1931 in de Drievuldigheidskerk in Elsene (Brussel) speelden vroegere leerlingen zijn Poème élégiaque. Eugène Ysaÿe ligt begraven op de begraafplaats van Elsene.

## Persoonlijk leven

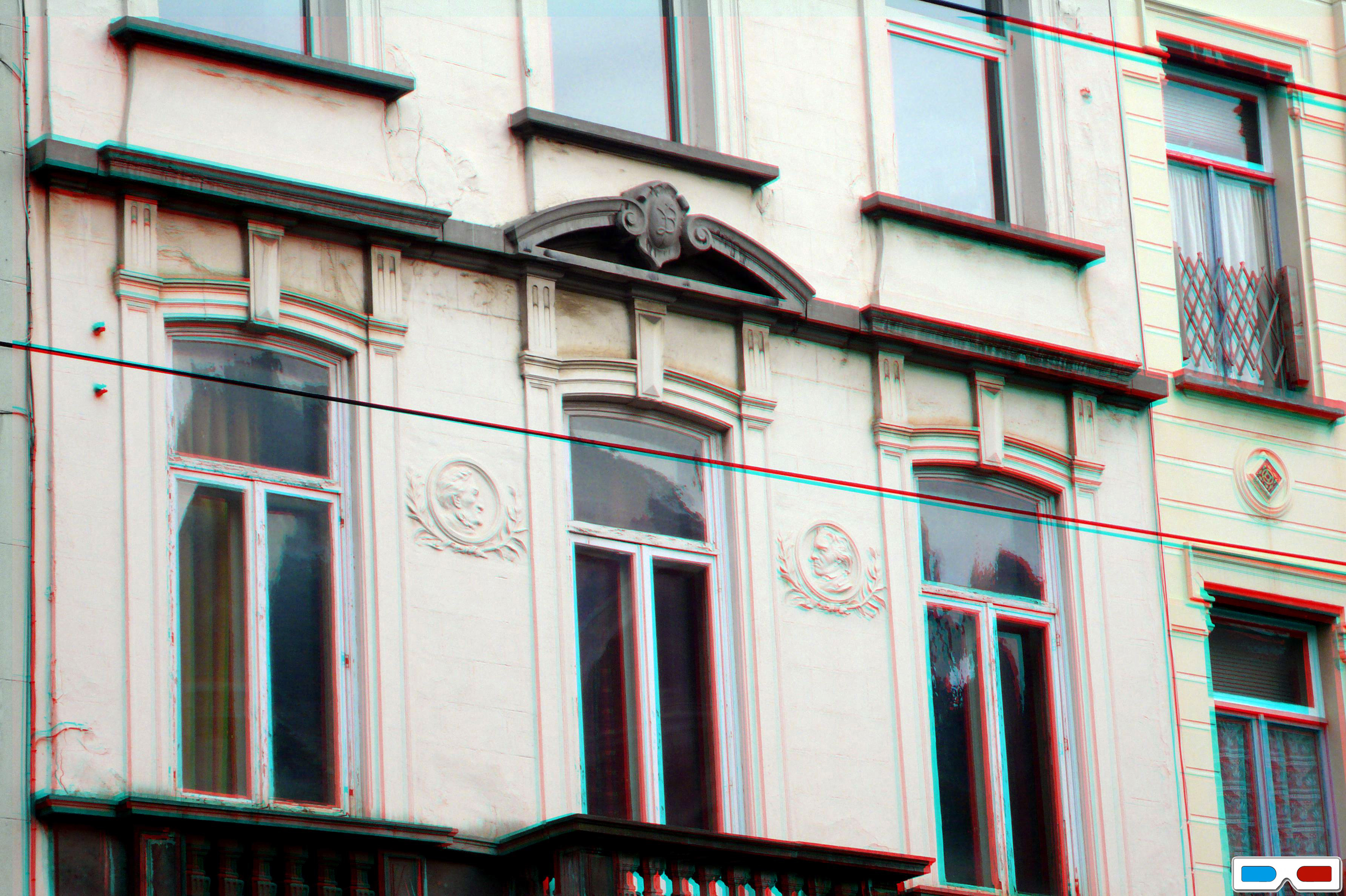
Ysaÿes huis aan de Brugmannlaan 48 in Vorst (Brussel)

Ysaÿe trouwde in 1886 met de officiersdochter en zangeres Louise Bourdeau de Courtrai, met wie hij drie zonen en twee dochters kreeg. Een jaar na haar overlijden in 1924 hertrouwde hij met de 44 jaar jongere violiste Jeanette Dincin, die hij in Cincinnati had leren kennen. Zij verzorgde hem in zijn laatste jaren, toen hij aan een ernstige vorm van diabetes leed, waarbij de rechtervoet moest worden afgezet.
Hij was volgens tijdgenoten een imposant en corpulent figuur ("le colosse du violon") die arrogant kon zijn, maar ook buitengewoon aimabel. Hij verhief zich niet boven andere violisten, ook al keken zelfs de beroemdsten zeer naar hem op: hij stond bekend als "the King of the Violin", Carl Flesch sprak van "onbereikbare hoogte", Jacques Thibaud noemde hem "de" violist, hij had Fritz Kreisler "gemaakt tot wat ik ben", George Enescu vergeleek hem met "Zeus" en voor Nathan Milstein was hij "de Tsaar". Voor hen allen was hij een goede vriend en collega. Hij hield van het goede leven: een uitgebreid ontbijt, lunch of diner ging hij niet uit de weg en dat ging gepaard met een ruime hoeveelheid drank. Zijn bourgondische levensstijl hielp niet bij het bestrijden van zijn diabetes.
De Brugse componist Joseph Ryelandt die hij in 1910 thuis had uitgenodigd om diens Derde symfonie door te nemen die Ysaÿe misschien op het repertoire wilde nemen, gaf een verslag van dit bezoek. "De openhartige flamboyante violist ontving de wat timide en beleefde katholieke Bruggeling in zijn zitkamer, op blote voeten en gekleed in een kamerjas. Ryelandt kon naar eigen zeggen niet anders dan zich afvragen of de briljante violist er wel iets onder aan had".
Het verhaal gaat dat hij in Bordeaux eens te diep in het glaasje had gekeken en een concert stond te verprutsen. Toen hij zich dit realiseerde, corrigeerde hij zich en speelde mooier dan ooit. Volgens de anekdote was het publiek diep geroerd en verliet de zaal met tranen in de ogen.
Ysaÿe was lid van de Brusselse vrijmetselaarsloge Les Vrais Amis de l'Union et du Progrès Réunis.

### Familie

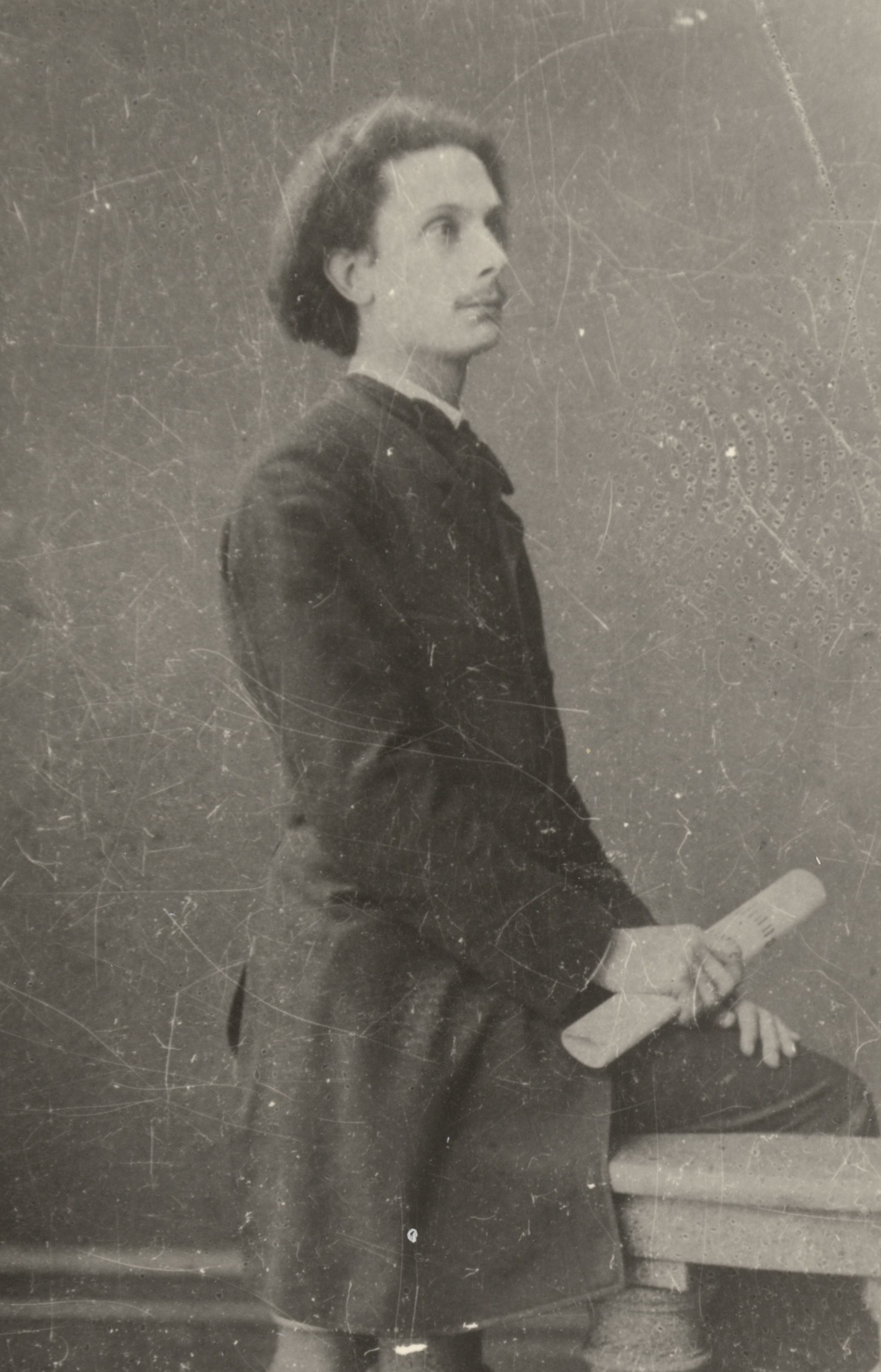
Broer en pianopartner Théo Ysaÿe

- Théophile Ysaÿe[8] (1865-1918), Eugène's broer, was pianist en een productief componist. Hij was bij vele tournees de begeleider van zijn broer, maar om gezondheidsredenen stopte hij met concertreizen. Hij gaf les aan het Conservatoire de musique de Genève.
- Gabriel Ysaÿe (1887-1961), de oudste zoon, was violist en vergezelde zijn vader op de concerttournee door de VS aan het einde van de Eerste Wereldoorlog.
- Antoine Ysaÿe (1894-1979), de tweede zoon, was muziekuitgever en concertorganisator in Brussel. Hij schreef de biografie van zijn vader.[14] Toen hij als zevenjarige ziek was schreef zijn vader Rêve d'enfant voor hem.
- Théodore Ysaÿe (1898-1936), de derde zoon, was concertorganisator van de "Séances Ysaÿe", samen met zijn broer Antoine.
- Jacques Ysaÿe (1922-2017), bekend onder het pseudoniem Jack Say, arrangeur en dirigent in de lichte muziek, was een kleinzoon. Hij maakte bewerkingen van enkele kamermuziekwerken van zijn grootvader en orkestreerde een onvoltooid vioolconcert.
- Marc Ysaÿe (1954), drummer van de rockband Machiavel, is een achterkleinzoon van Eugène Ysaÿe. Hij is directeur van de Waalse rockzender Classic 21.

## Violist

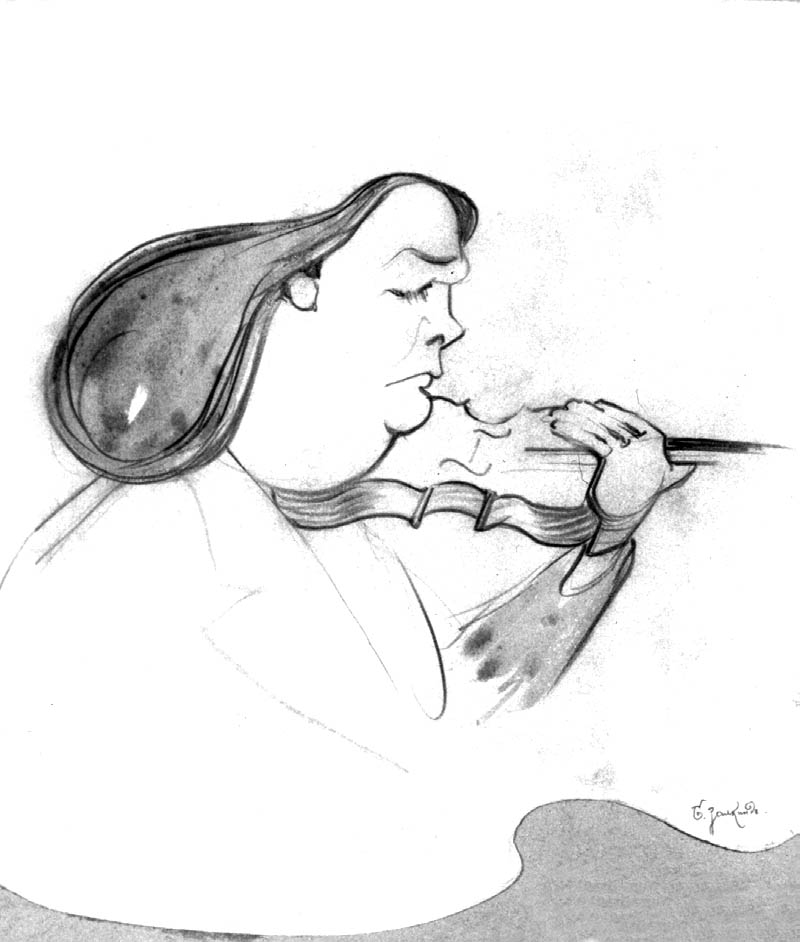
Karikatuur van Ysaÿe door Ber Zalkind, 1913

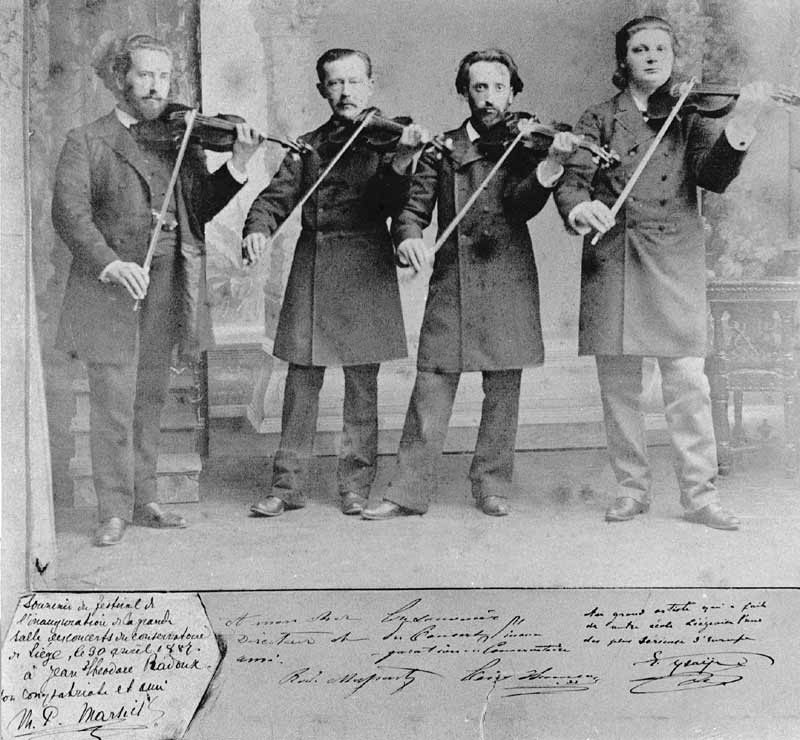
Vier Belgische violisten: v.l.n.r. Rodolphe Massart, Martin-Pierre Marsick, César Thomson en Eugène Ysaÿe, met hun handtekeningen

### Techniek
Ysaÿe wordt vaak kortweg omschreven als "vioolvirtuoos", maar virtuositeit stond bij hem niet voorop, al was hij technisch tot alles in staat zolang zijn gezondheid goed was (in de jaren twintig niet meer). Als "erfopvolger" van Charles Auguste de Bériot en Hubert Léonard, leerling van Henri Vieuxtemps en Rodolphe Massart, tijdgenoot van César Thomson, Armand Parent en Martin Marsick en "erflater" van Mathieu Crickboom, Carlo Van Neste, Alfred Dubois, Franz Wigy en Arthur Grumiaux was hij de centrale spil van de Franco-Belgische vioolschool, die teruggaat tot de ontwikkeling van de moderne strijkstok door de Franse strijkstokkenmaker François-Xavier Tourte. De kwaliteiten van deze 'school' omvatten elegantie, een volle toon met een gevoel van een 'lange' boog zonder schokken, precieze technieken van de linkerhand en buiging met de hele onderarm, terwijl zowel de pols als de bovenarm stil zijn (in tegenstelling tot de Duitse school van Joseph Joachim, waarbij de pols gebogen wordt, en het Russische concept van Leopold Auer van het gebruik van de hele arm). Zijn techniek was briljant en verfijnd, met een rijk vibrato. In dit opzicht was hij de eerste 'moderne' violist, wiens techniek de tekortkomingen van sommige oudere kunstenaars miste. De opvallendste eigenschap van Ysaÿe's interpretaties was het als meesterlijk beschouwde rubato.

### Repertoire
Tot zijn repertoire behoorden alle grote vioolconcerten en vioolsonates uit de romantiek en de vroege 20e eeuw. Max Bruch, Camille Saint-Saëns en César Franck verkondigden dat niemand hun werken zo goed begreep en zo mooi speelde als Ysaÿe. Hij nam met Edward Elgar diens vioolconcert door, maar tot beider teleurstelling kon een uitvoering in Londen niet doorgaan. In 1912 kreeg hij alsnog de gelegenheid dit concert te spelen in Berlijn, in aanwezigheid van tal van andere beroemde violisten. Hij speelde en bewerkte ook composities van barokcomponisten als Bach, Händel, Vivaldi en Locatelli. Hij werd bewonderd om zijn Bach-interpretaties, vooral van de sonates en partita's voor onbegeleide viool (BWV 1001-1006), die hem ook inspireerden tot de compositie van zijn eigen sonates op. 27.

### Duopartners

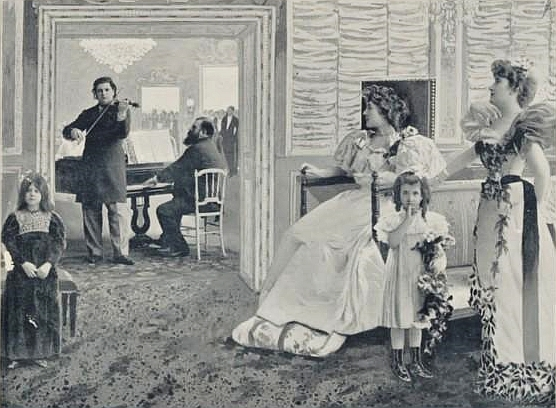
Ysaÿe en Pugno bij een salonconcert.
Illustratie André & Sleigh.

Zijn vaste pianopartners waren achtereenvolgens zijn broer Théo Ysaÿe, Raoul Pugno en Yves Nat, maar hij is opgetreden (incidenteel of voor een reeks recitals) met talloze andere pianisten, onder wie Wilhelm Backhaus, Harold Bauer, Marie-Léontine Bordes-Pène, Emile Bosquet, Ferruccio Busoni, Ernest Chausson, Camille Decreus, Léon Delafosse, Leopold Godowsky, Enrique Granados, Arthur De Greef, Clara Haskil, Karen Ølstad, Auguste Pierret, Sergej Rachmaninov, Arthur Rubinstein, Anton Rubinstein, Benno Schönberger, Clara Schumann, José Vianna da Motta, Marie Wybrandi, Johan Wijsman en Aleksandr Ziloti, en de organist Joseph Bonnet.

### Leerlingen
Ook als vioolpedagoog oefende hij grote invloed uit. In navolging van zijn eigen leermeester Vieuxtemps legde hij de nadruk op 'zingen' boven virtuositeit. Tot zijn bekend of beroemd geworden leerlingen behoorden Laurent Angenot, Arve Arvesen, Alberto Bachmann, Oskar Back, Ernest Bloch, Jascha Brodsky, Mathieu Crickboom (zijn favoriete student), Edouard Deru, Godfried Devreese, Jeannette Dincin (later zijn tweede vrouw), Alfred Dubois, Aldo Ferraresi, André Gertler, Josef Gingold, Jonny Heykens, Charles Houdret, Julia Klumpke, Alfred Marchot, Max Mossel, Carlo Van Neste, Louis Persinger, Adolphe Poth, William Primrose, Maurice Raskin, François Rasse, Hendrik Rijnbergen, Irma Sèthe, Oscar Shumsky, Albert Zimmer en zijn laatste student Franz Wigy. Ook Nathan Milstein, die hem "de tsaar" noemde, heeft in Brussel les van hem gehad. Hij beweerde later dat hij vrijwel niets van Ysaÿe geleerd had, maar graag in zijn gezelschap verkeerde. De jonge Yehudi Menuhin heeft één les van Ysaÿe gehad, maar zijn lesmethode beviel hem niet en hij vond hem te oud.

### Koningin Elisabeth
Ook de Belgische koningin Elisabeth, bekend om haar passie voor muziek, had vanaf 1908 vioolles van hem en raakte bevriend met hem. Zij was degene die ervoor zorgde dat hij in 1912 de titel 'Maître de Chapelle de la Cour' kreeg. Hij droeg in 1915 de Sonate voor twee violen aan haar op, maar waarschijnlijk was ze niet in staat die samen met hem uit te voeren, want haar muziekliefde was groter dan haar talent. Ze gaf hem met kerstmis 1929 een strijkstok ten geschenke, vervaardigd door Eugène Nicolas Sartory (1871-1946). De datum 24 oktober 1929 staat erin gegraveerd met de toevoeging 'Elisabeth à son cher Maître'. Om zijn nagedachtenis te eren richtte ze in 1937 een muziekconcours voor viool op dat de Ysaÿe-wedstrijd genoemd werd, na 1951 de driejaarlijkse vioolafdeling van de Koningin Elisabethwedstrijd.

### Violen
- Ysaÿe speelde het liefst op zijn Panette uit 1740 van Guarnerius 'del Gesù'. Die ging later naar Isaac Stern en na diens dood naar Renaud Capuçon.
- Hij bezat ook de Hercules-Stradivarius uit 1734, die in 1908 in Sint-Petersburg uit de kleedkamer werd gestolen terwijl Ysaÿe een concert gaf op de Guarnerius. Het instrument dook in 1925 op in een winkel in Parijs. Het werd later eigendom van Charles Münch en daarna van Henryk Szeryng, die het in 1972 doneerde aan de staat Israël (onder de naam Kinor David).
- Een Vuillaume-viool die van Ysaÿe was geweest (een Guarnerius-kopie van omstreeks 1840-1845), werd eind 2017 door een veilinghuis in Vichy verkocht voor € 260.000, een recordbedrag voor deze vioolbouwer.
- Ysaÿe bezat ook een Guadagnini-viool uit 1774.
- Hij liet een aantal violen maken bij Pierre Joseph Hel (1842-1902) en diens zoon Pierre Jean Henri Hel (± 1884–1932), internationaal bekende vioolbouwers in Lille.

## Opgedragen aan Ysaÿe

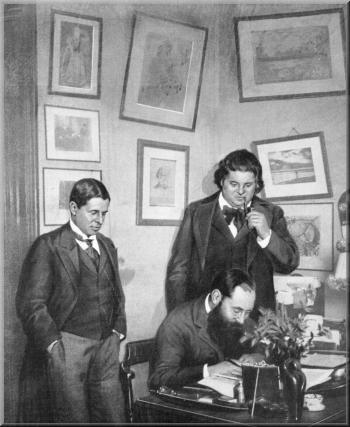
Ysaÿe met Albéric Magnard (links) en Joseph Guy Ropartz (zittend). Beiden droegen een vioolsonate aan hem op

Er zijn zeker 50 composities speciaal geschreven voor Ysaÿe (vaak mede voor het Quatuor Ysaÿe, zijn broer Théo of Raoul Pugno). Meestal drong de violist er zelf op aan bij de componisten, omdat hij elk concertseizoen nieuwe muziek wilde presenteren. Tot deze werken behoren:
- sonates en andere werken voor viool en piano door Hjalmar Borgstrøm, Michel Brusselmans, Suzanne Daneau, Théodore Dubois (sonate in A), Albert Dupuis, Sylvain Dupuis, César Franck[1] (sonate in A), Arthur De Greef, Joseph Jongen (sonate nr. 1, op. 27), Willem Kes[26], Sylvio Lazzari, Guillaume Lekeu, Albéric Magnard, Emánuel Moór, Joseph Guy Ropartz (sonate nr. 1 in d), Gustave Samazeuilh, Louis Vierne en Victor Vreuls (sonate nr. 1 in B),
- strijkkwartetten door Claude Debussy, Vincent d'Indy (nr. 1) en Camille Saint-Saëns (nr. 1),
- het pianokwintet nr. 1 van Gabriel Fauré,
- het pianotrio in b-mineur van François Rasse
- Airs écossais van Pablo de Sarasate,
- Concert voor viool, piano en strijkkwartet op. 21 en Poème op. 25 van Ernest Chausson,
- Recitativo et Scherzo-Caprice voor soloviool op. 6 van Fritz Kreisler,
- Istar, orkestwerk van Vincent d'Indy,
- vioolconcerten door Joseph Jongen (op. 17), Emánuel Moór (nr. 4),[27]
- La Muse et le poète van Saint-Saëns, opgedragen aan Ysäye en de Nederlandse cellist Joseph Hollman gezamenlijk.

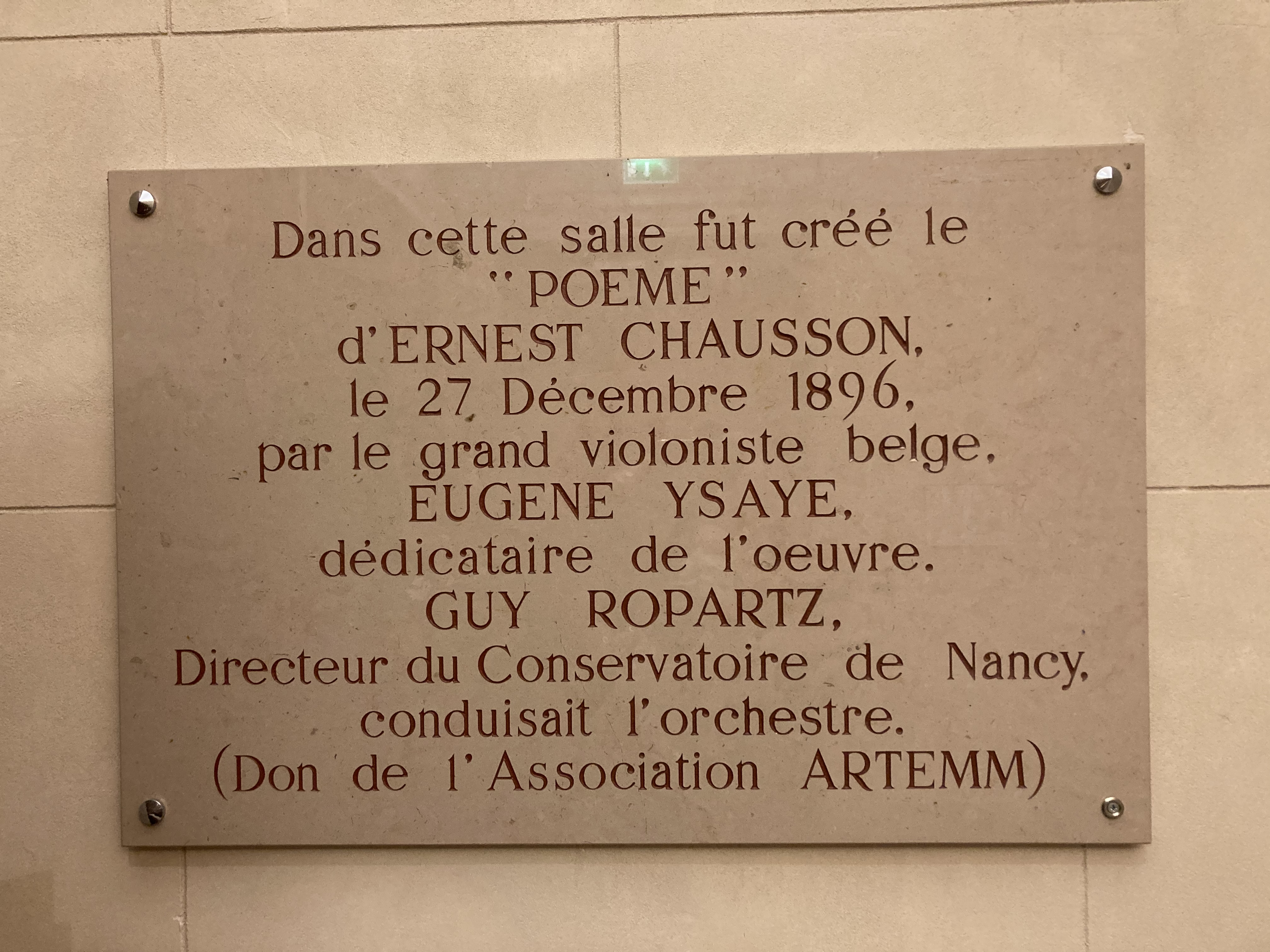
Herinnering aan de première van het Poème op. 25 van Chausson in de Salle Poirel in Nancy

Op het Poème voor viool en orkest (of piano) uit 1896 van Chausson was hij het meest gesteld. Hij had om een vioolconcert gevraagd, maar de componist voelde zich niet opgewassen tegen deze opdracht en vroeg of Ysaÿe genoegen wilde nemen met een korter stuk. Het resultaat werd alom geliefd, ook bij Ysaÿe zelf. Hij kon concertorganisatoren onder druk zetten door alleen te willen komen als ze ook Chaussons Poème programmeerden. 
In 1894 werkte ook Debussy aan een vioolconcert voor Ysaÿe, dat hij "een studie in schilderen met grijs" noemde, maar hij liet het project varen. Fragmenten eruit zijn verwerkt in Nocturnes voor orkest met koor uit 1899.

## Componist
Eugène Ysaÿe was ook een begaafd componist, al was hij op dit gebied autodidact. Zijn vroege werk, waaronder een saltarello en enkele op Wieniawski geïnspireerde mazurka's, vond hij later te veel gericht op virtuositeit en daarom van geen waarde. Onder de indruk van de muziek van Franck en Fauré legde hij in zijn latere composities meer de nadruk op de melodie.
Zijn werk wordt over het algemeen weinig gespeeld, met uitzondering van de beroemde sonates opus 27. Voor deze geringe weerklank zijn diverse verklaringen gezocht. De eerste is dat hij zich vooral inzette voor het werk van anderen (onder wie Franck, Lekeu, Chausson, D'Indy, Saint-Saëns, Fauré, Debussy, Moór), maar over zijn eigen composities nogal bescheiden was. Hij voerde ze nauwelijks in het openbaar uit en de premières liet hij vaak over aan de violist Edouard Deru, die bij hem gestudeerd had. Daardoor kreeg het grote publiek nauwelijks de kans met deze werken vertrouwd te raken. Een andere verklaring zou kunnen zijn dat zijn muziek verwantschap vertoont met zowel de Franse als de Duitse componeerstijl, terwijl van een artiest in deze jaren een duidelijke keuze voor een van deze twee culturen werd verlangd. Toen de twintigste eeuw was aangebroken, werd bovendien zijn muziek, die niet aansloot bij nieuwe ontwikkelingen, steeds ouderwetser gevonden.
Hij geldt als de 'uitvinder' van het poème (gedicht) voor solo-strijkinstrument(en) met orkest of piano, zijn eigen variant van het symfonisch gedicht van Liszt. Het verschil was dat hij geen programmamuziek nastreefde, maar eerder een (doorgaans lyrisch en melancholiek) stemmingsbeeld wilde oproepen. Zijn eerste werk in dit genre was het aan Fauré opgedragen Poème élégiaque op. 12, waaraan hij werkte van 1892 tot 1903. Hierbij was Shakespeares Romeo and Juliet weliswaar niet het programma, maar toch de inspiratiebron. De eerste versie van 1896 diende als model voor het kort daarna verschenen, soortgelijke Poème van Chausson, het werk dat Ysaÿe het liefst speelde.
Ysaÿe componeerde zelf negen van zulke werken, de meeste voor viool, maar ook voor twee violen, voor cello en voor de combinatie viool-cello. Hij gaf de voorkeur aan deze 'vrije' vorm omdat hij die het meest geschikt vond om emoties uit te drukken. Vaak gebruikte hij twee thema's die aan het eind samenvloeien. Hij had ook aandacht voor bijzondere klankkleuren door ongewone orkestraties, bijvoorbeeld een strijkorkest van alleen violen en altviolen, zonder lage celli en bassen. Stilistisch is er verwantschap met Franck en Fauré, met een sterke nadruk op chromatiek.
Zijn belangrijkste, meest gespeelde en opgenomen werken zijn de zes sonates voor vioolsolo op. 27, elk opgedragen aan een beroemde collega-violist (Joseph Szigeti, Jacques Thibaud, Georges Enesco, Fritz Kreisler, Mathieu Crickboom en Manuel Quiroga) en toegesneden op hun stijl. Hierbij was Bach de inspiratiebron. Vaak kiezen violisten een deeltje als toegift na een concert of recital (bijvoorbeeld Obsession, het openingsdeel van op. 27 nr. 2), maar ook de complete reeks wordt regelmatig uitgevoerd en op cd vastgelegd. Ook te beschouwen als een hoogtepunt in zijn oeuvre is de Sonate pour Deux Violons Seuls uit 1915, waarin beide violen een gelijkwaardige, technisch veeleisende rol spelen en door de talloze dubbelgrepen en akkoorden de indruk ontstaat van een strijktrio of -kwartet.
Kort voor zijn dood kon hij vanuit zijn ziekenhuisbed de live-uitzending van de creatie van zijn laatste voltooide werk horen, de opera Pier li Houyeu (mijnwerker Pierre) in de Waalse taal.

## Werkenlijst
Doordat Ysaÿe onregelmatig componeerde in de schaarse rusttijden tussen zijn drukke concertprogramma's, zijn de werken soms moeilijk te dateren. Aan sommige composities heeft hij tientallen jaren gewerkt. De volgorde van de opusnummers lijkt willekeurig en de jaartallen (voor zover bekend) geven het jaar aan van publicatie, niet van ontstaan. Hij heeft niet alle jeugdwerken bewaard: zo zou Ysaÿe acht vioolconcerten geschreven hebben. Er zijn er twee bekend, dat in d-mineur uit 1884 en dat in e-mineur uit 1885-1886, waarvan alleen de openings-allegro's in speelbare versies bestaan. Van een eveneens onvoltooid vioolconcert in g-mineur, mogelijk het achtste, maakte zijn kleinzoon Jacques een orkestratie.
- Saltarelle carnavalesque op. 11b voor viool en orkest (1876)
- Légende norvégienne voor viool en piano (1882),[32] opgedragen aan Alexander Bull, tweede zoon van Ole Bull
- Vioolconcert in d-mineur (1884), één deel
- Vioolconcert in e-mineur (1885-1886), één deel
- Andante voor strijkkwintet in b-mineur (1893)
- Deux mazurkas de salon, op. 10 voor viool en piano (1893)
- Strijkkwintet in b-mineur in één deel (1894), opgedragen aan zijn broer Théophile Ysaÿe
- Étude-Poème, op. 9 voor viool en piano (1900), teruggevonden in 2019
- Lointain passé op. 11, mazurka in b-mineur voor viool en piano, opgedragen aan Alfred Marchot.
- Rêve d'enfant, op. 14 voor viool en orkest (1901), opgedragen aan zijn zoon Antoine
- Chant d'hiver op. 15 voor viool en orkest (1902), opgedragen aan zijn echtgenote Louise Bourdau
- Poème élégiaque op. 12 voor viool en orkest (1903), opgedragen aan Gabriel Fauré
- Au rouet op. 13 voor viool en orkest (1911)
- Vioolconcert (nr. 8?) op. 17 in g-mineur, herzien en georkestreerd door zijn kleinzoon Jacques Ysaye
- Les neiges d'antan op. 23 voor viool en orkest (1914), opgedragen aan zijn kleindochter Carry
- Berceuse de l'enfant pauvre op. 20 voor viool en orkest (1914), opgedragen aan Rosa Harris
- Sonate voor twee violen (1915), opgedragen aan koningin Elisabeth van België
- Trio de Londres op. 19 (1916) in één deel voor twee violen en altviool, opgedragen aan koningin Elisabeth van België, bewerkt door zijn kleinzoon Jacques Ysaye tot strijkkwartet Le Londres
- Exil op. 25 voor strijkorkest (1917)
- Extase op. 21 voor viool en orkest (1921), opgedragen aan de violist Mischa Elman
- Méditation op. 16 voor cello en orkest (1921), opgedragen aan de cellist Fernand Pollain
- Sérénade op. 22 voor cello en orkest, opgedragen aan zijn zoon Antoine
- Divertimento (Fantaisie) op. 24 voor viool en orkest, opgedragen aan zijn zoon Gabriel

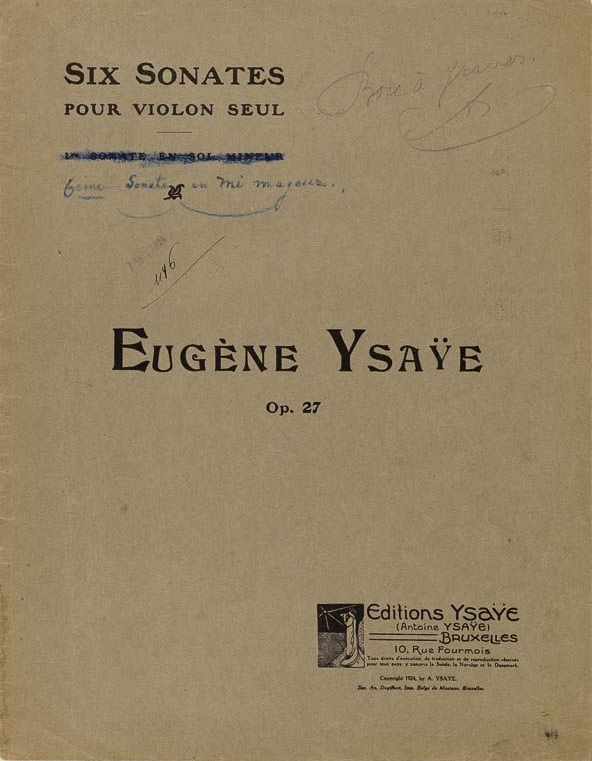
Eerste (eigen) uitgave uit 1923 van de zes vioolsonates op. 27

- 6 solosonates voor viool, op. 27 (1923),[33] opgedragen aan:
  1. Joseph Szigeti[34]
  2. Jacques Thibaud
  3. Georges Enesco
  4. Fritz Kreisler
  5. Mathieu Crickboom
  6. Manuel Quiroga[35]
- Solosonate op. 28 voor cello, opgedragen aan Maurice Dambois
- Poème nocturne, op. 29 voor viool, cello en orkest of piano, opgedragen aan Albert Zimmer en Jacques Gaillard
- Harmonies du soir op. 31 voor strijkkwartet en strijkorkest (1924)
- Sonate in f-mineur "au tombeau" voor viool en piano (1928), arrangement van de sonate op. 6 nr. 7 van Pietro Locatelli
- Amitié op. 26 voor twee violen en orkest (1929), gecomponeerd samen met Jeannette Dincin, opgedragen aan zijn vriend Théodore Lindenlaub
- Opera Piére Li Houyeû (Pierre de mijnwerker) (1931), geschreven in het Waals dialect.[36]
- Fantaisie op. 32 voor viool en orkest, opgedragen aan de violiste Jeannette Dincin, later zijn tweede echtgenote
- 10 preludes (etudes) voor vioolsolo
- Caprice naar de Étude en forme de valse op. 52 nr. 6 van Camille Saint-Saëns
- Variaties voor strijkkwartet op Niccolò Paganini's 24e Caprice in a-mineur, voltooid door zijn kleinzoon Jacques Ysaye
- Strijktrio nr. 1 "Le Chimay" voor viool, altviool en cello
- Strijktrio nr. 2 voor viool, altviool en cello
- Si vous saviez, lied op een gedicht van Sully Prudhomme
- Onvoltooide opera La vièrge di pièr (De stenen maagd), in het Waals.

## Discografie
- Eugène Ysaÿe (viool) en Camille Decreus (piano) hebben in 1912-1913 muziek opgenomen die in 1996 op een cd van platenlabel Sony Classical is verschenen.[37]
- Ook als dirigent van het Cincinnati Symphony Orchestra heeft Ysaÿe in 1919 opnamen gemaakt.[11]
- Er bestaat een opname van Ysaÿe van het Vioolconcert van Mendelssohn die in 2000 op dvd verschenen is.[38]